# Jean Nicot
Jean Nicot, francoski diplomat in učenjak, * 1530, Nîmes, † 4. maj 1600, Pariz.
Jean Nicot je bil od leta 1559 do 1561 francoski veleposlanik v Lizboni. V starosti 29 let je bil poslan na Portugalsko kot pogajalec pri poroki tedaj šestletne princese Margarete Valoiške s petletnim portugalskim kraljem Sebastjanom I.
Ob vrnitvi v domovino je Nicot s seboj prinesel tudi tobak, do tedaj neznano rastlino v Franciji, in ga predstavil francoskemu dvoru. Rastlino so začeli uporabljati številni veljaki Pariza na čelu s kraljico materjo Katarino Medici, s čimer je Nicot postal slaven.
Prvotno se je rastlina imenovala Nicotina. Nikotin se je kasneje omejil zgolj na dejavno sestavino rastline.
Znanstveno ime rastline tobak Nicotiana sp. kot tudi nikotin sta poimenovana po njem. Nicot je leta 1559 opisal njene zdravilne lastnosti in jo kot zdravilo tudi poslal na dvor.
Jean Nicot se je izkazal tudi kot sestavljalec prvega francoskega slovarja Thresor de la langue françoyse tant ancienne que moderne, izdanega leta 1606.

## Opomba
1. ↑  data.bnf.fr: platforma za odprte podatke — 2011.
2. ↑  Record #118934880 // Gemeinsame Normdatei — 2012—2016.
3. ↑  https://pantheon.world/profile/person/Jean_Nicot
4. ↑  https://francearchives.gouv.fr/fr/pages_histoire/39205
5. ↑  http://www.tc.columbia.edu/centers/cifas/drugsandsociety/background/chronologydruguse.html Arhivirano 2011-08-09 na Wayback Machine. Heading: 1550-1575 Tobacco, Europe.